# Niedermodern
Ne doit pas être confondu avec Niederrœdern.
Niedermodern (alsacien : Nedermodere) est une commune française située dans la circonscription administrative du Bas-Rhin et, depuis le 1er janvier 2021, dans le territoire de la Collectivité européenne d'Alsace, en région Grand Est.
Cette commune se trouve dans la région historique et culturelle d'Alsace.

## Géographie

### Localisation
La commune est baignée par la Moder sur sa limite nord, ainsi que par le Hengstbaechel sur sa limite sud et ouest.

### Communes limitrophes
|                              | Val-de-Moder (Uberach) | Haguenau  |
| Val-de-Moder (Pfaffenhoffen) | Niedermodern           |           |
| Val-de-Moder (Ringeldorf)    | Morschwiller           | Dauendorf |

### Hydrographie

#### Réseau hydrographique
La commune est dans le bassin versant du Rhin au sein du bassin Rhin-Meuse. Elle est drainée par la Moder, le ruisseau d'Uhlwiller et le ruisseau le Hengstbaechel,.
La Moder, d'une longueur de 82 km, prend sa source dans la commune de Zittersheim et se jette  dans le Rhin en rive gauche à Beinheim, après avoir traversé 29 communes. Les caractéristiques hydrologiques de la Moder sont données par la station hydrologique située sur la commune d'Obermodern-Zutzendorf. Le débit moyen mensuel est de 1,16 m3/s. Le débit moyen journalier maximum est de 8,86 m3/s, atteint lors de la crue du 18 mai 2024. Le débit instantané maximal est quant à lui de 12,1 m3/s, atteint le 5 mars 2020.

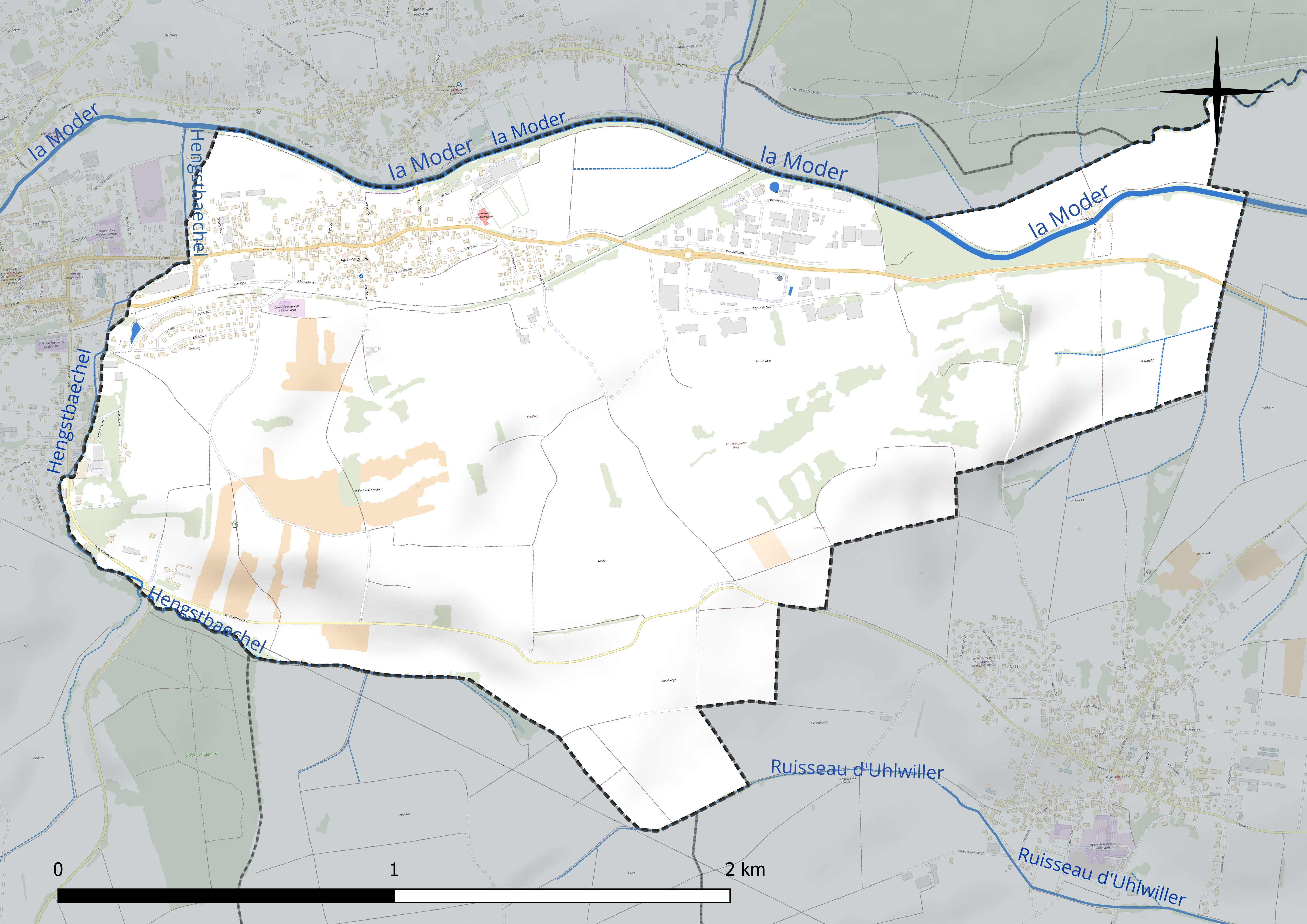
Réseau hydrographique de Niedermodern.

#### Gestion et qualité des eaux
Le territoire communal est couvert par le schéma d'aménagement et de gestion des eaux (SAGE) « Moder ». Ce document de planification concerne le bassin versant de la Moder dont le territoire s'étend sur 1 720 km2. Le périmètre a été arrêté le 25 janvier 2006. La commission locale de l'eau a été créée le 12 juillet 2007, puis modifiée le 14 décembre 2021. La structure porteuse de l'élaboration et de la mise en œuvre est le Syndicat des eaux et de l’assainissement Alsace-Moselle (SDEA). 
La qualité des cours d’eau peut être consultée sur un site dédié géré par les agences de l’eau et l’Agence française pour la biodiversité. 

### Climat
Pour des articles plus généraux, voir Climat du Grand Est et Climat du Bas-Rhin.
En 2010, le climat de la commune est de type climat des marges montargnardes, selon une étude du Centre national de la recherche scientifique s'appuyant sur une série de données couvrant la période 1971-2000. En 2020, Météo-France publie une typologie des climats de la France métropolitaine dans laquelle la commune est exposée à un climat semi-continental et est dans la région climatique  Vosges, caractérisée par une pluviométrie très élevée (1 500 à 2 000 mm/an) en toutes saisons et un hiver rude (moins de 1 °C). 
Pour la période 1971-2000, la température annuelle moyenne est de 10,5 °C, avec une amplitude thermique annuelle de 17,7 °C. Le cumul annuel moyen de précipitations est de 791 mm, avec 10,1 jours de précipitations en janvier et 10,6 jours en juillet. Pour la période 1991-2020, la température moyenne annuelle observée sur la station météorologique de Météo-France la plus proche, « Uhrwiller_sapc », sur la commune de Uhrwiller à 5 km à vol d'oiseau, est de 10,9 °C et le cumul annuel moyen de précipitations est de 740,0 mm. 
La température maximale relevée sur cette station est de 38,7 °C, atteinte le 7 août 2015 ; la température minimale est de −18 °C, atteinte le 20 décembre 2009,,. 
Les paramètres climatiques de la commune ont été estimés pour le milieu du siècle (2041-2070) selon différents scénarios d'émission de gaz à effet de serre à partir des nouvelles projections climatiques de référence DRIAS-2020. Ils sont consultables sur un site dédié publié par Météo-France en novembre 2022.

### Transports
La commune est desservie depuis le 1er janvier 2022 par deux arrêts de la ligne 11, 12 et B du réseau Ritmo de la communauté d'Agglomération de Haguenau. Depuis la fermeture de la voie ferrée, la ville est aussi desservie par des cars TER effectuant des liaisons vers Haguenau et Saverne.

## Urbanisme

### Typologie
Au 1er janvier 2024, Niedermodern est catégorisée petite ville, selon la nouvelle grille communale de densité à sept niveaux définie par l'Insee en 2022.
Elle appartient à l'unité urbaine de Val-de-Moder, une agglomération intra-départementale regroupant trois  communes, dont elle est une commune de la banlieue,,. Par ailleurs la commune fait partie de l'aire d'attraction de Haguenau, dont elle est une commune de la couronne,. Cette aire, qui regroupe 34 communes, est catégorisée dans les aires de 50 000 à moins de 200 000 habitants,.

### Occupation des sols
L'occupation des sols de la commune, telle qu'elle ressort de la base de données européenne d’occupation biophysique des sols Corine Land Cover (CLC), est marquée par l'importance des territoires agricoles (80,8 % en 2018), en diminution par rapport à 1990 (86,1 %). La répartition détaillée en 2018 est la suivante : terres arables (31,1 %), cultures permanentes (22,5 %), zones urbanisées (18,9 %), prairies (13,9 %), zones agricoles hétérogènes (13,3 %), forêts (0,3 %). L'évolution de l’occupation des sols de la commune et de ses infrastructures peut être observée sur les différentes représentations cartographiques du territoire : la carte de Cassini (XVIIIe siècle), la carte d'état-major (1820-1866) et les cartes ou photos aériennes de l'IGN pour la période actuelle (1950 à aujourd'hui).

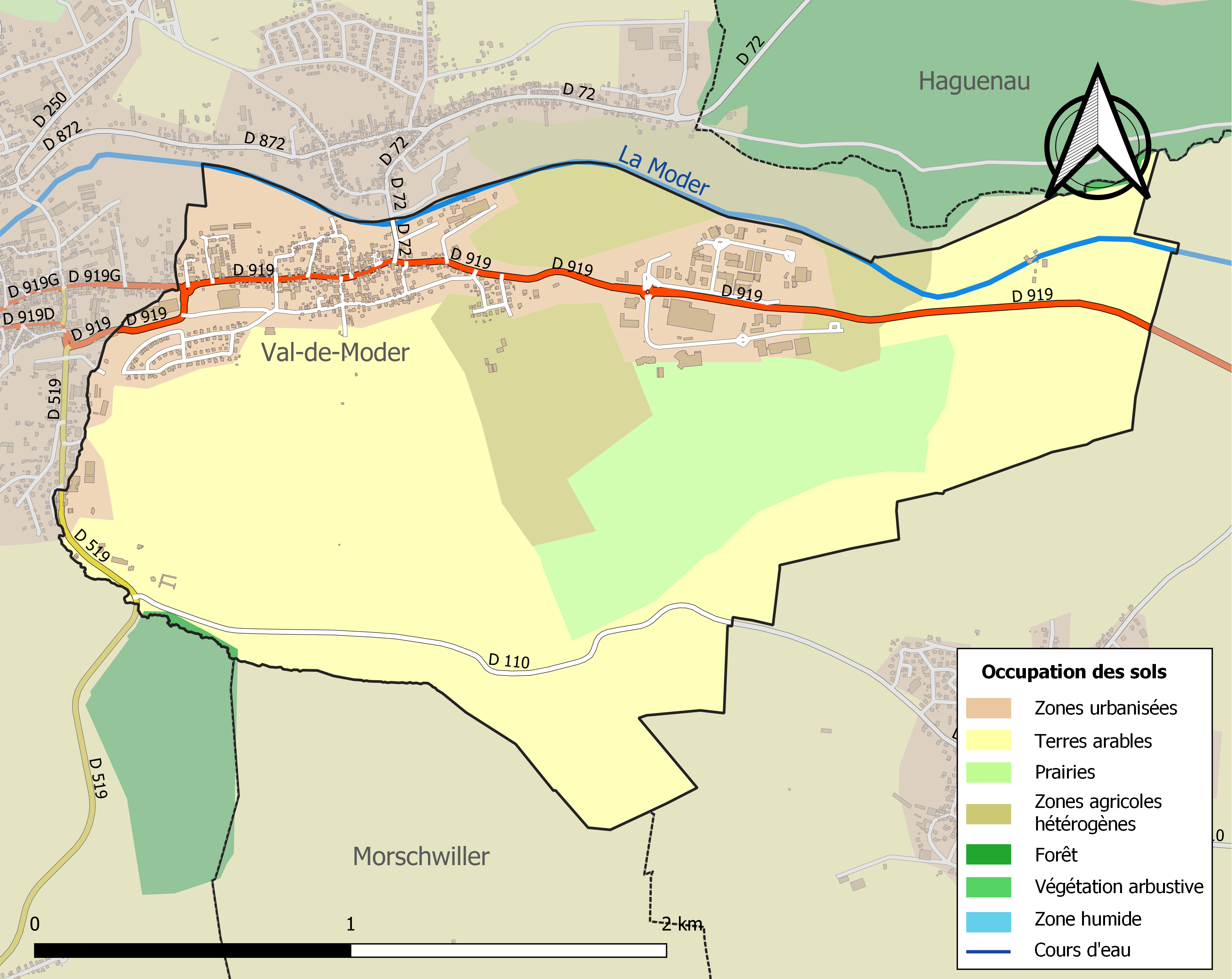
Carte des infrastructures et de l'occupation des sols de la commune en 2018 (CLC).

## Toponymie
D'origine germanique, le nom de la commune est formé de l'élément Nieder-, « au bas », ainsi que -modern, référence à la rivière Moder traversant le village. Il est possible de traduire l'appellation Niedermodern par « Au bas de la Moder », le nom se plaçant ainsi en opposition à la commune d'Obermodern.

## Histoire

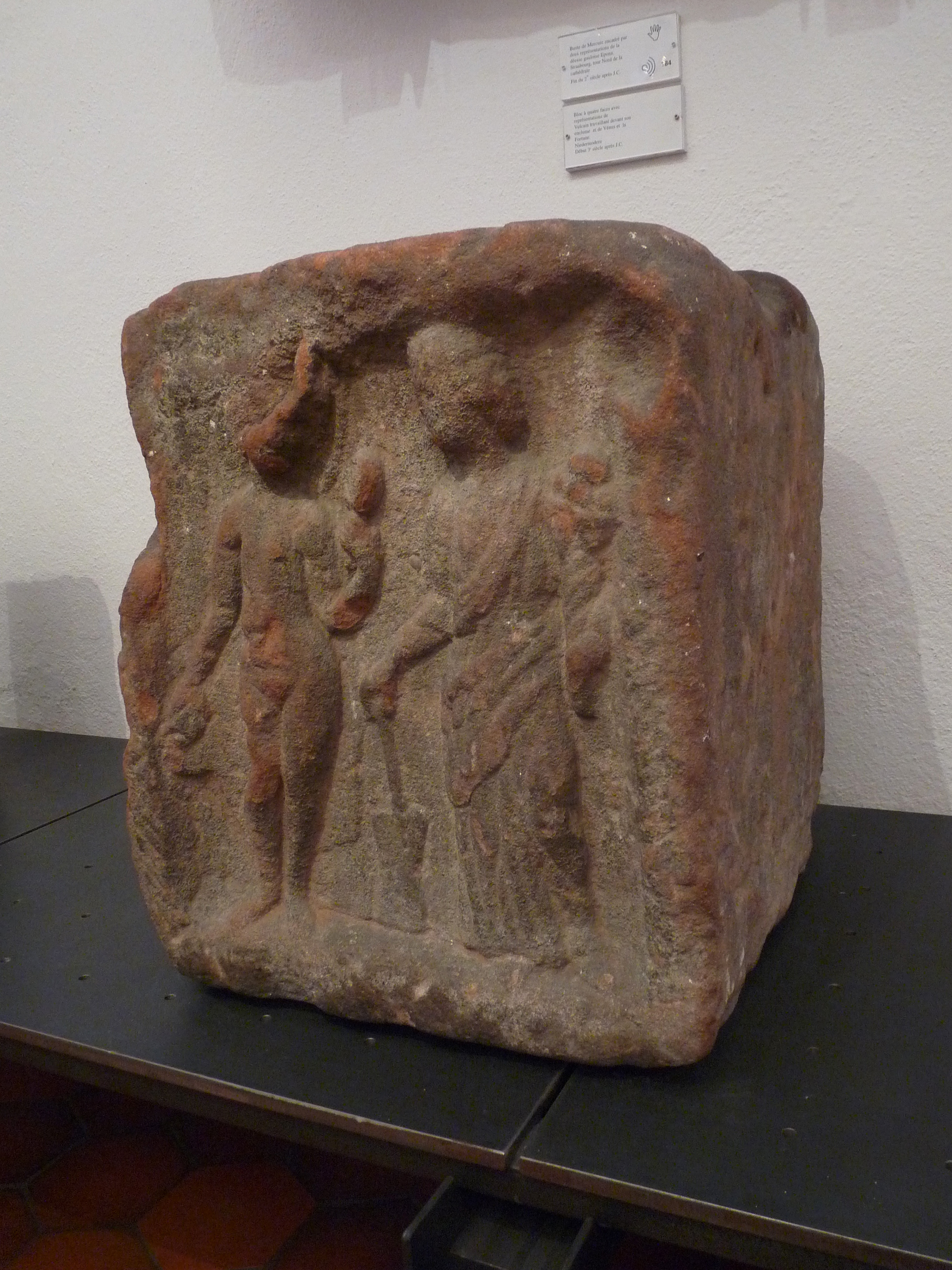
Vénus et Vulcain : début du IIIe siècle (Musée archéologique de Strasbourg).

Les premières mentions de Niedermodern remonte à l'an 773, sous le nom de « Matra Villa », localité offerte en donation à l'abbaye de Wissembourg. Jusqu'à la Révolution française, de même que les communes alentour, le village passa sous domination des familles d'Ochsenstein, puis de Lichtenberg, Hanau-Lichtenberg, et Hesse-Darmstadt. Lors de la guerre de Trente Ans, le village dévasté resta inhabité durant plus d'un an. La création d'une ligne de chemin de fer reliant la commune à Haguenau et Saverne permis de développer le commerce, dans une économie qui restait majoritairement dominée par la culture de céréales, de chanvre ou de houblons, ainsi que l'artisanerie.
Également touchée par la Seconde Guerre Mondiale, le village se développera économiquement grâce à l'implantation d'une usine d'ustensiles ménagers, qui emploiera jusqu'à 800 personnes, avant de finalement fermer ses portes en 2001. La construction d'une nouvelle zone économique à l'est du village permis d'inverser la tendance de récession qui s'était alors installée.

## Politique et administration

### Liste des maires
| Période                                  | Période                   | Identité                                         | Étiquette | Qualité |
| ---------------------------------------- | ------------------------- | ------------------------------------------------ | --------- | ------- |
| Les données manquantes sont à compléter. |                           |                                                  |           |         |
| mars 2001                                | 2014                      | Raymond Bastian                                  |           |         |
| 2014                                     | En cours (au 31 mai 2020) | Dorothée Krieger Réélue pour le mandat 2020-2026 |           |         |

## Population et société

### Démographie
L'évolution du nombre d'habitants est connue à travers les recensements de la population effectués dans la commune depuis 1793. Pour les communes de moins de 10 000 habitants, une enquête de recensement portant sur toute la population est réalisée tous les cinq ans, les populations de référence des années intermédiaires étant quant à elles estimées par interpolation ou extrapolation. Pour la commune, le premier recensement exhaustif entrant dans le cadre du nouveau dispositif a été réalisé en 2004.

En 2022, la commune comptait 900 habitants, en évolution de −3,33 % par rapport à 2016 (Bas-Rhin : +3,17 %, France hors Mayotte : +2,11 %).
| 1793 | 1800 | 1806 | 1821 | 1831 | 1836 | 1841 | 1846 | 1851 |
| ---- | ---- | ---- | ---- | ---- | ---- | ---- | ---- | ---- |
| 299  | 329  | 363  | 409  | 467  | 478  | 461  | 486  | 486  |

| 1856 | 1861 | 1866 | 1871 | 1875 | 1880 | 1885 | 1890 | 1895 |
| ---- | ---- | ---- | ---- | ---- | ---- | ---- | ---- | ---- |
| 474  | 485  | 474  | 495  | 503  | 585  | 565  | 553  | 538  |

| 1900 | 1905 | 1910 | 1921 | 1926 | 1931 | 1936 | 1946 | 1954 |
| ---- | ---- | ---- | ---- | ---- | ---- | ---- | ---- | ---- |
| 527  | 506  | 505  | 493  | 496  | 500  | 541  | 530  | 504  |

| 1962 | 1968 | 1975 | 1982 | 1990 | 1999 | 2004 | 2006 | 2009 |
| ---- | ---- | ---- | ---- | ---- | ---- | ---- | ---- | ---- |
| 539  | 523  | 622  | 626  | 573  | 691  | 724  | 729  | 809  |

| 2014 | 2019 | 2022 | - | - | - | - | - | - |
| ---- | ---- | ---- | - | - | - | - | - | - |
| 903  | 877  | 900  | - | - | - | - | - | - |

## Culture locale et patrimoine

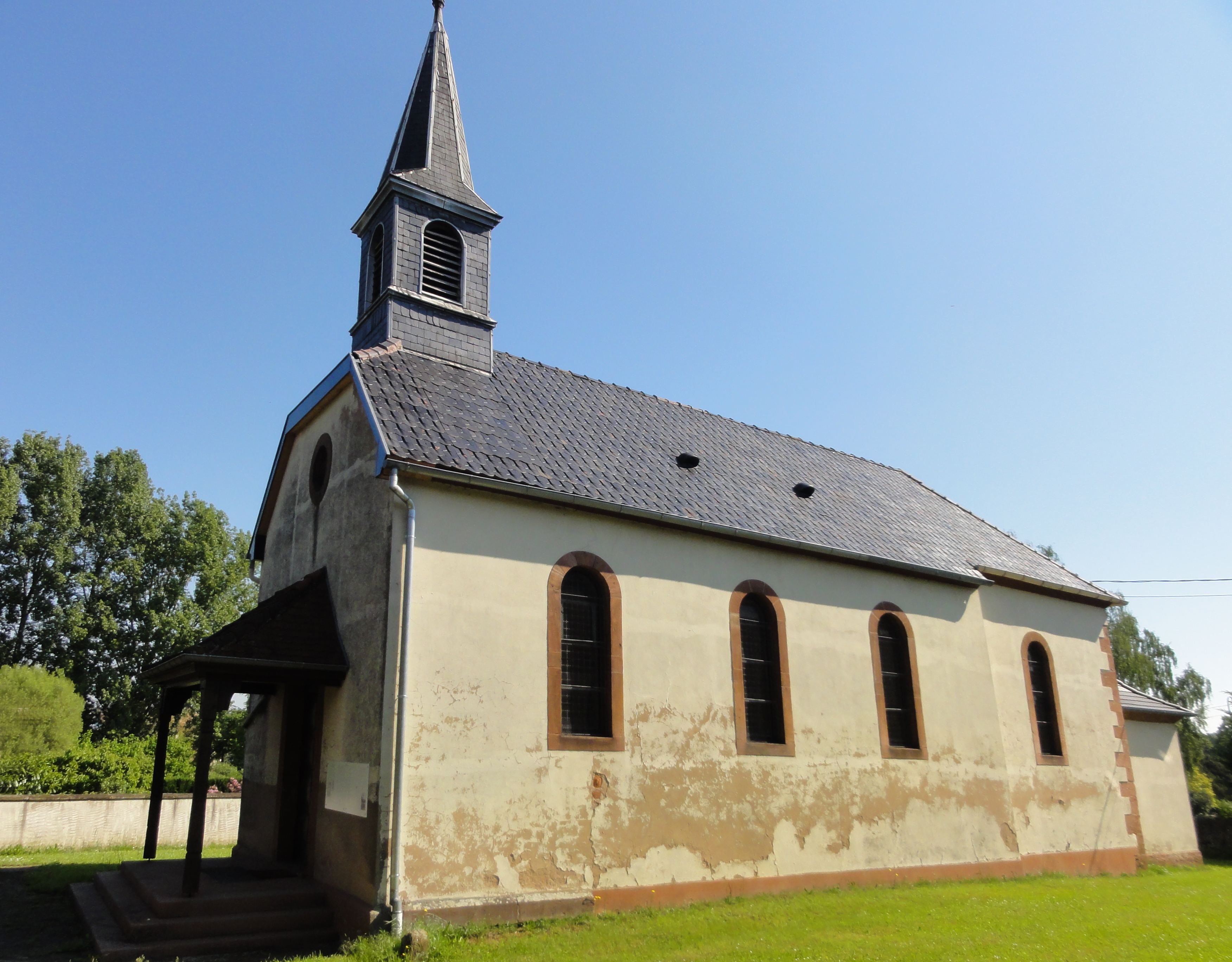
L'église Saint-Jean-Baptiste.

### Lieux et monuments
- Salle des fêtes
- Église catholique Saint-Jean-Baptiste
- Église protestante

### Personnalités liées à la commune
- Georges Klein, spécialiste des arts populaires alsaciens, fut un temps instituteur de la commune.

### Héraldique
| Blason de Niedermodern | Blason  | Parti : au premier d'argent aux deux bandes de gueules, au second d'azur à la branche de bois de cerf, chevillée de cinq pièces, ployée vers la dextre. |
| Blason de Niedermodern | Détails | |